# Johann Georg Brand
Johann Georg Brand (* 4. April 1645 im hessischen Eschwege; † 31. Oktober 1703 in Marburg) war ein evangelischer Theologe und Professor für Mathematik und Metaphysik an der Universität Marburg.
Der Sohn eines Eschweger Ratsherrn studierte Theologie, Philosophie und Mathematik in Marburg, wo er bald akademische Würden erhielt. Schon 1673 wurde er zum Doctor Theologiae promoviert (der heutigen Habilitation vergleichbar), 1679 außerordentlicher und 1682 ordentlicher Professor der Mathematik. 1687 übernahm er die Professuren für Logik und Metaphysik.
Brand hat zahlreiche Schriften verfasst, die bei Strieder, Hessische Gelehrten- und Schriftstellergeschichte aufgelistet sind. Unter seinen Marburger Professorenkollegen war u. a. Philipp Johann Tilemann (1640–1708). 
Zu seinen bekannteren Schülern zählt Johann Christian Kirchmayer (1674–1743), dem späteren Rektor in Heidelberg und Marburg, und Johann Joachim Schröder (1680–1756), Orientalist und Kirchenhistoriker.